# Parque Nacional de Göreme
O Parque Nacional de Göreme (em turco:  Göreme Milli Parklar) ocupa uma série de vales em volta da aldeia de Göreme, a poucos quilómetros a nordeste de Nevşehir, na Região da Anatólia Central da Turquia.

## Introdução
O parque é provavelmente a mais famosa área da pitoresca e popular região da Capadócia e apresenta a maior concentração de construções religiosas trogloditas de toda a região já de si muito pródiga nesse tipo de património. A área foi classificado pela UNESCO como Património Mundial em 1985, juntamente com os chamados Sítios Rupestres da Capadócia.

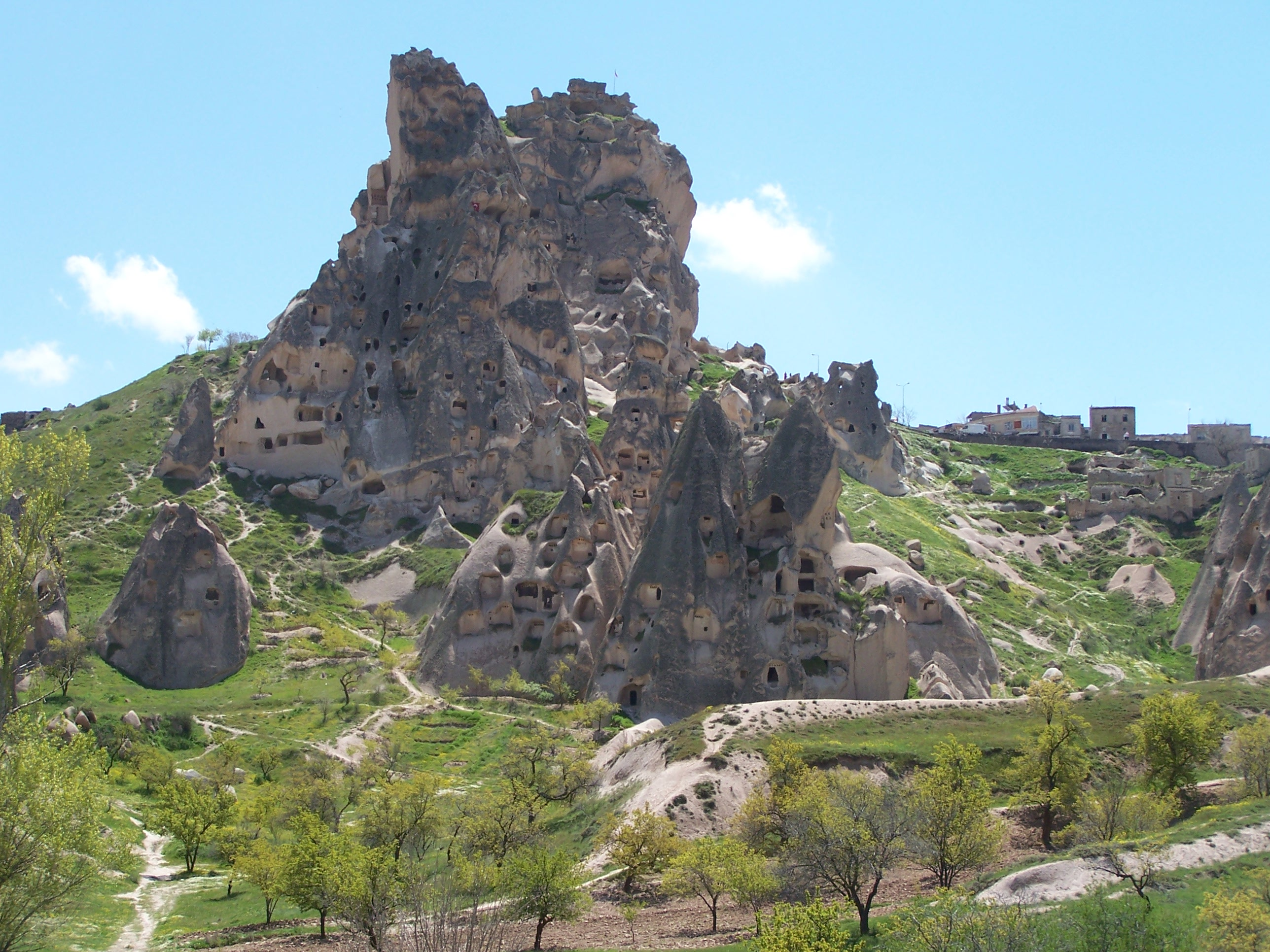

A totalidade do parque encontra-se na província de Nevşehir, estendendo-se os seus limites até aos arrabaldes de Üçhisar, a sudoeste, de Ortahisar, a sudeste, e de Çavuşin a norte, não distando muito de Ürgüp, a leste, e de Avanos a norte. A vila de Göreme, cujo nome foi mudado de Avcilar quando se decidiu promover a região, encontra-se sensivelmente no centro do parque, a um par de quilómetros do Museu ao Ar Livre de Göreme, a atração turística principal do parque, pelo menos no que toca a património histórico.
As atrações do parque são tanto as paisagens esculpidas pela erosão do vento e da água nas rochas calcárias e vulcânicas, como as inúmeras igrejas e mosteiros bizantinos que testemunham uma intensa atividade monástica entre os séculos V e XII, como ainda as habitações trogloditas que, ao contrário doutros locais, muitas delas ainda são habitadas nas zonas à volta do parque. Mais recentemente, essas construções têm vindo a ser aproveitadas para hotéis e pensões.

## Geologia
Ver também: Capadócia#Geografia e geologia.

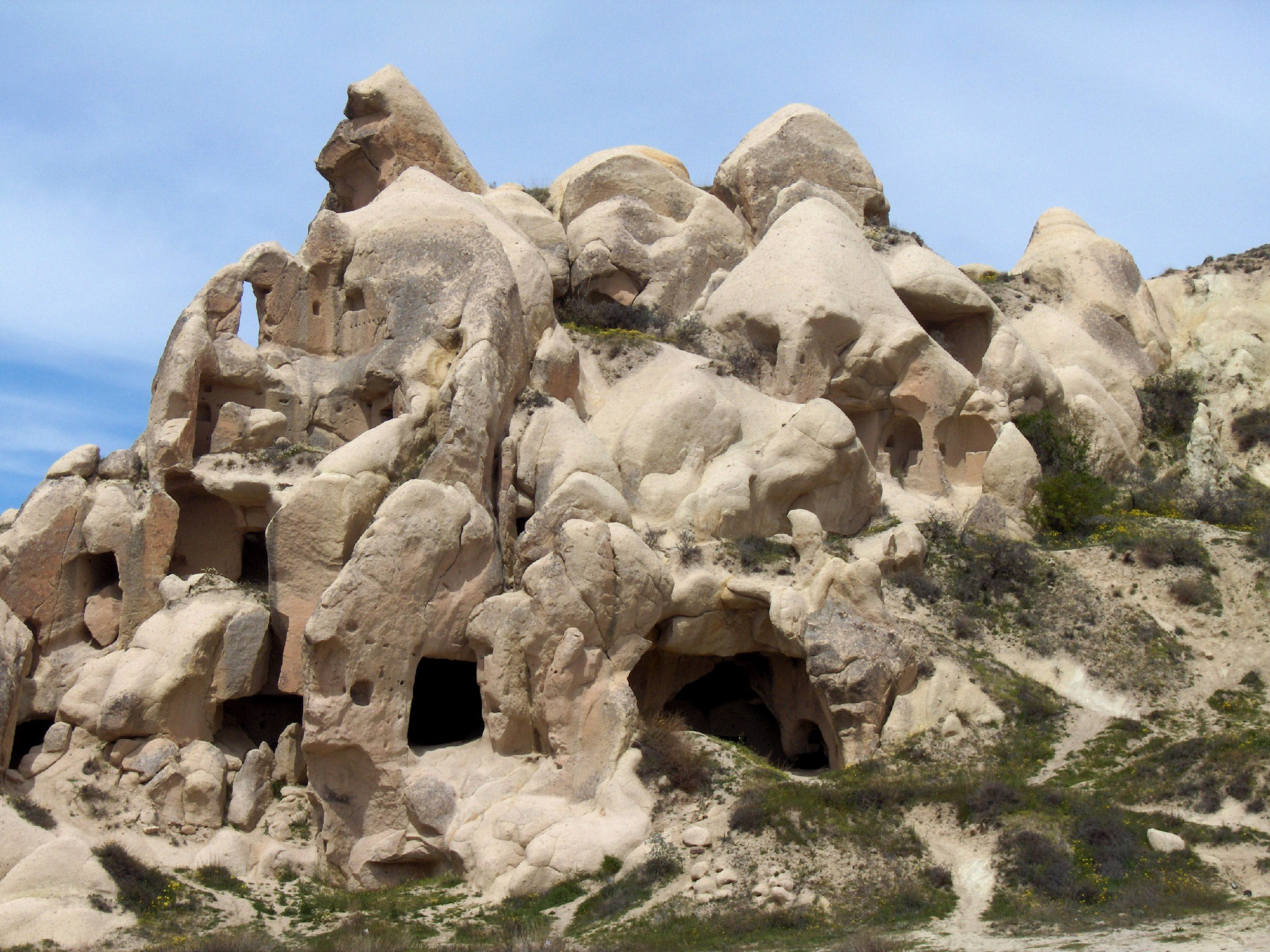
Formação rochosa no Museu ao Ar Livre.

A paisagem peculiar da Capadócia deve-se à ação combinada de atividade vulcânica iniciada há 10 milhões de anos e praticamente terminada há 2 milhões de anos, embora tenha havido erupções até ao 2º milénio a.C. e haja inclusivamente registo de uma erupção em 253 a.C.. As eruções do vulcões Argeu (Erciyes Dağı), Hasan, Acıgöl, Göllü e Melendiz cobriram o solo de tufo calcário com depósitos de basalto numa extensão de 100 000 km² com uma espessura entre 100 e 500 m. À medida que a atividade vulcânica diminuia, foi sendo cada vez mais relevante o efeito da erosão da água e do vento, esta última acentuada pelas areias e poeiras resultantes da desagregação das rochas menos compactas, um processo que ainda decorre na atualidade.

## História
Ver também: Capadócia#História.

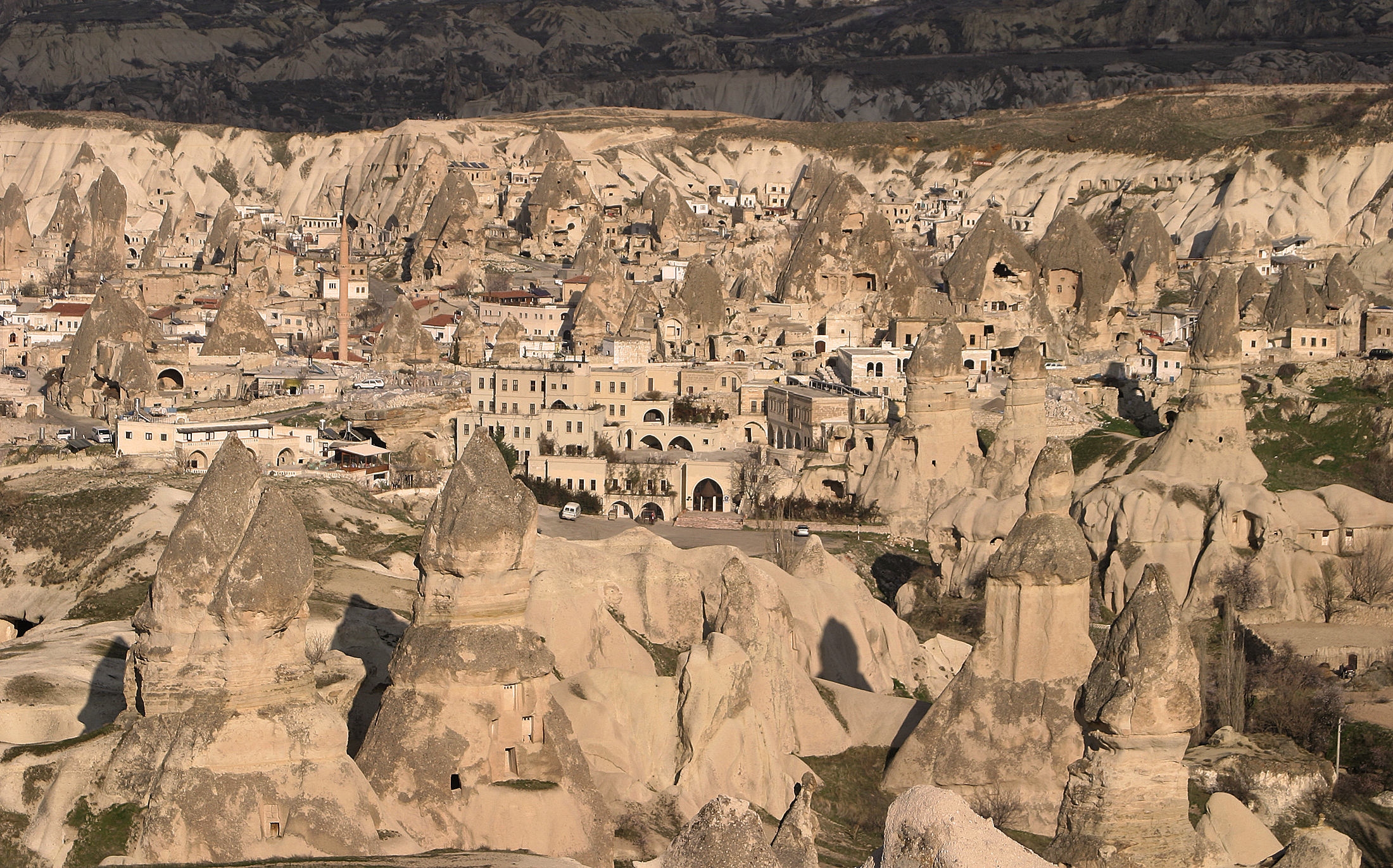
Vista do Vale Ge Göreme.

O povoamento mais intenso da área iniciou-se nos séculos III e IV, quando São Basílio de Cesareia ajudou a estabelecer as primeiras comunidades eremitas. Imitando os hábitos locais de aproveitar as grutas naturais e a facilidade de escavar grutas artificiais na rocha macia, eles construiram as suas celas nas encostas.
Durante o período iconoclasta, entre 725 e 842, a decoração dos santuários era mínima, limitando-se a alguns símbolos, como a cruz. Em alguns lugares há indícios de que decorações anteriores foram destruídas. Após o fim desse período e até ao século XIII inclusive, a maior parte das igrejas foram modificadas e outras foram construídas, frequentemente com ricas decorações de frescos multicolores. A invasão dos turcos seljúcidas no final do século XI pouco afetou a vida monástica, que continuou a prosperar até ao século XIII e só no século XVIII é que foram abandonados os últimos mosteiros trogloditas.

## Principais igrejas dentro do Museu ao Ar Livre

### Tokalı Kilise

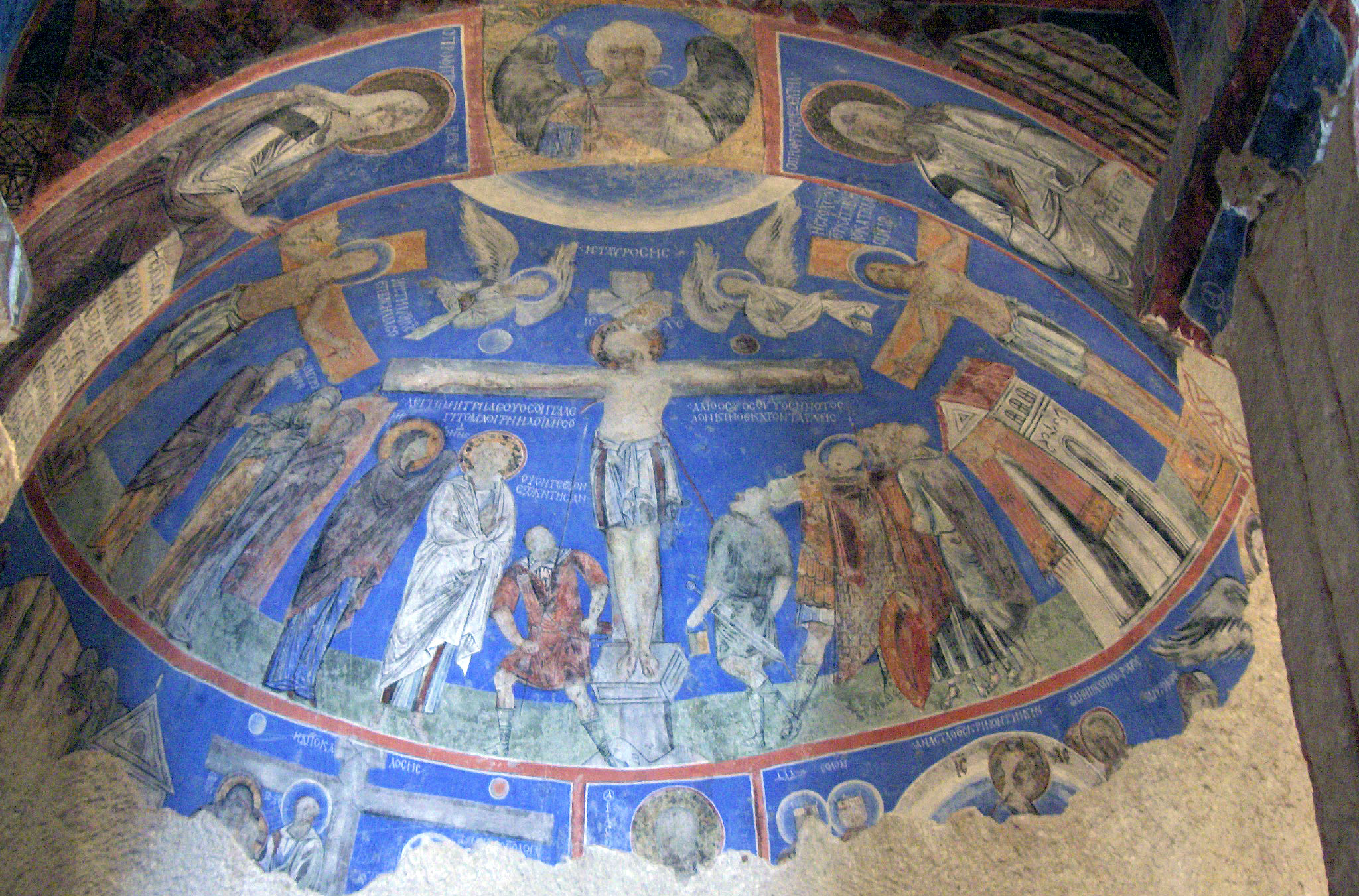
Fresco da Crucificação, no teto da Tokalı Kilise.

Construída no início do século X sobre uma igreja mais antiga, mas renovada diversas vezes posteriormente, a Tokalı Kilise (igreja da fivela) é a maior, mais bem conservada, e, para muitos, a igreja mais fascinante de Göreme, tanto pela originalidade da sua planta, quer pelos frescos. Foi completamente restaurada durante a década de 1980.
É comum falar-se em duas partes distintas da igreja, as quais, embora datadas ambas do século X, são denominadas "igreja velha" e "igreja nova". A primeira tinha apenas uma nave com uma abóbada de berço, cuja abside foi demolida quando a "igreja nova" foi acrescentada no fim do século X ou início do XI, escavando a parede oriental. A "igreja velha" é praticamente o átrio da "igreja nova", a qual apresenta uma decoração arquitetónica de arcos de estilo oriental e uma série de arcadas. Além das "igrejas" velha e nova, há ainda um pareclésio (em grego: παρεκκλήσιον, transl.: Parecclesion, nome dado a um tipo de capela lateral típico das igrejas bizantinas) no lado esquerdo da igreja nova, com uma nave abobadada única, e uma cripta, ou igreja inferior. Esta tem três naves e uma área de sepulturas.
Os frescos da igreja velha, datados da segunda década do século X, são exemplos clássicos da pintura arcaica da Capadócia, que representam o retorno às formas usadas nos melhores trabalhos dos séculos IV, V e VI, anteriores ao período iconoclasta. O estilo é linear, mas à semelhança dos mosaicos da Basílica de Santa Sofia de Istambul, as faces são modeladas usando sombras e diferentes intensidades de cor. As pinturas representam cenas do Novo Testamento e os retratos de alguns santos. A cores são pálidas, dominando os vermelhos e verdes.
Os frescos da "igreja nova" são igualmente do século X, mas mais tardios, talvez mesmo do início do século XI, e o seu estilo é igualmente arcaico. O fundo é em tons de azul, obtidos a partir de índigo e lápis-lazúli. A nave central tem um fresco do século IX de estilo "provinciano". As três absides têm frescos dos séculos X e XI de estilo "metropolitano" com figuras altas e elegantes, que usam os nichos das paredes para dar um efeito de profundidade e volume. As pinturas estão organizadas de forma a que dar ideia que a abside representa o sepulcro de Jesus e o altar a sua tumba. A cruz situa-se na concha da abside e as pinturas da parede semicircular que a rodeiam representam as quatro cenas da Paixão e Ressurreição de Cristo. Outras pinturas representam os apóstolos, os primeiros diáconos, numerosas cenas da vida de Jesus, outras cenas evangélicas e episódios da vida de Basílio de Cesareia.

### Elmalı Kilise

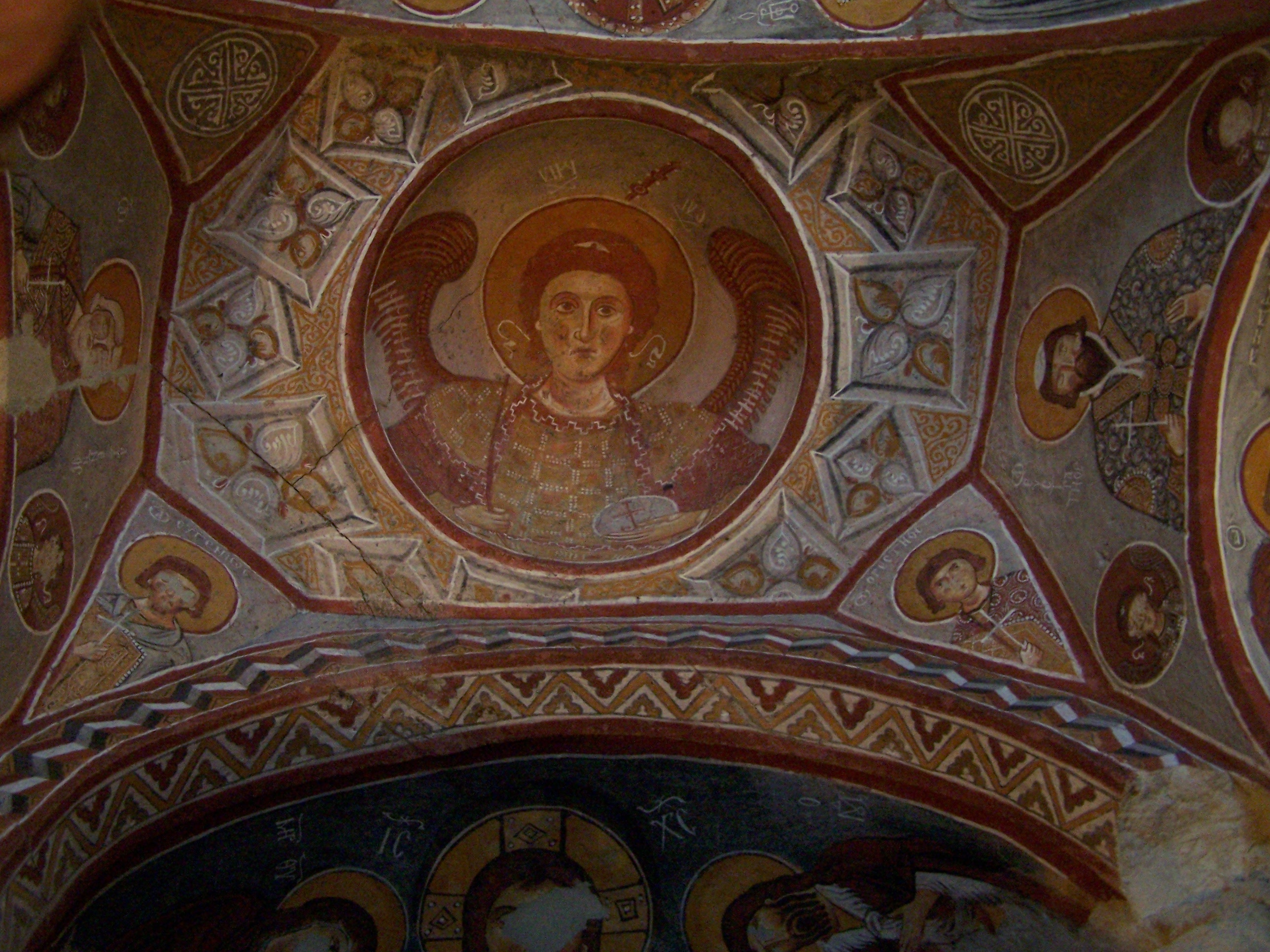
Fresco da Elmalı Kilise.

A Elmalı Kilise (igreja da maçã), é a menor das igrejas mais importantes do parque. Foi construída em 1050, tem quatro pilares irregulares que formam uma cruz grega e que suportam a abóbada central. A restauração levada a cabo em 1991 revelou pinturas anteriores aos frescos do século XII atualmente visíveis, os quais representam santos, bispos e mártires. À direita do altar, encontra-se uma representação da Última Ceia com o símbolo de um peixe — em grego, peixe escreve-se "ΙΧΘΥΣ", acrónimo de "Ἰήσος Χρίστος Θεοῦ Ὑίος Σῶτηρ" (Jesus Cristo, Filho de Deus, Salvador).
Uma das características notáveis de muitas igrejas da Capadócia, particularmente evidentes e bem exploradas nesta igreja é o modo como a forma e movimento aparente das figuras se adapta às superfícies que cobrem. As figuras vestem mantos que seguem os contornos dos seus corpos e as suas faces são suavemente modeladas com contornos cuidadosos nos olhos.
O nome da igreja parece derivar de um globo avermelhado que o arcanjo Miguel segura numa das mãos, mas também pode provir de uma macieira que existiu nas proximidades.

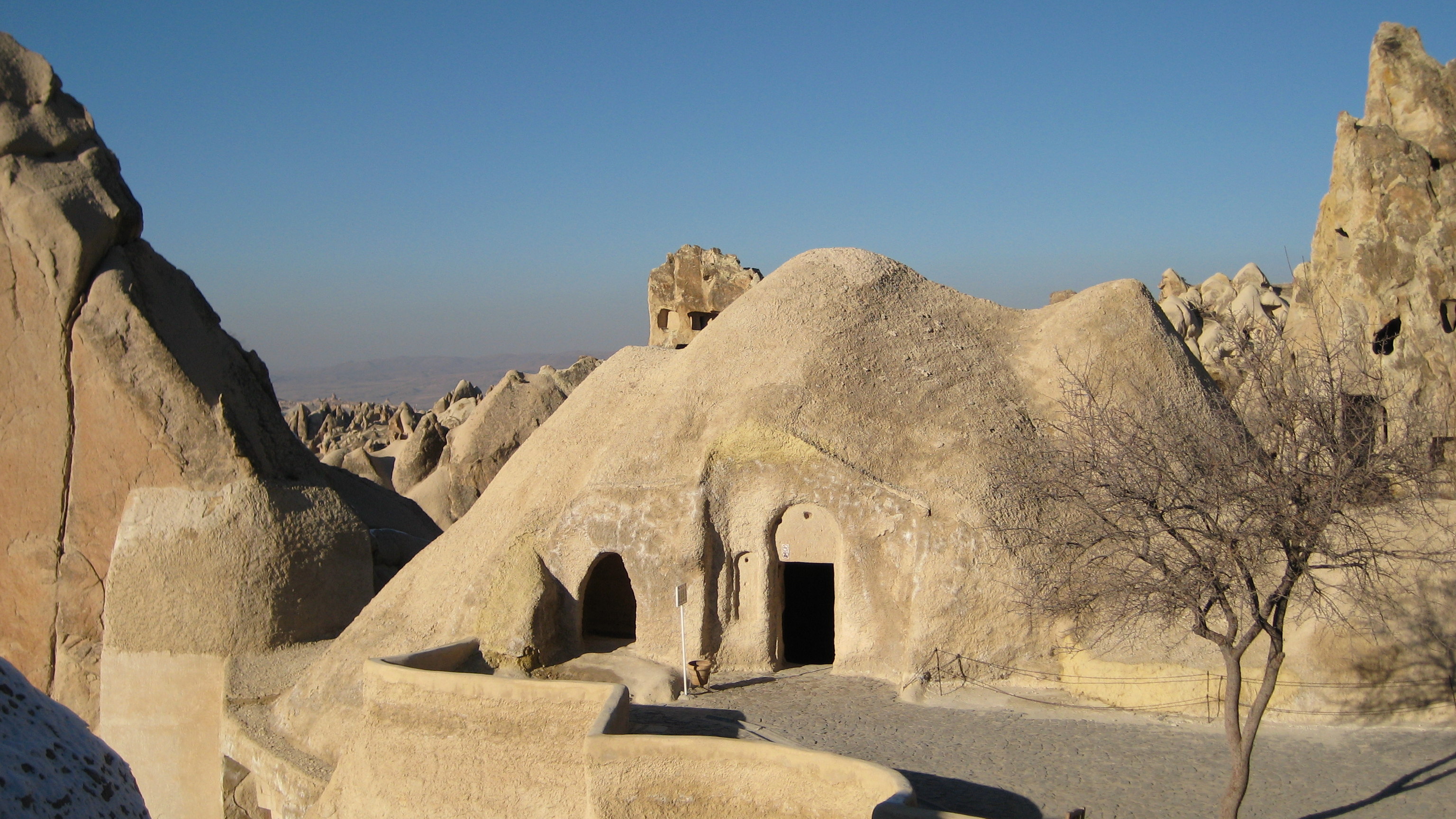
Vista exterior da Azize Barbara Kilisesi.

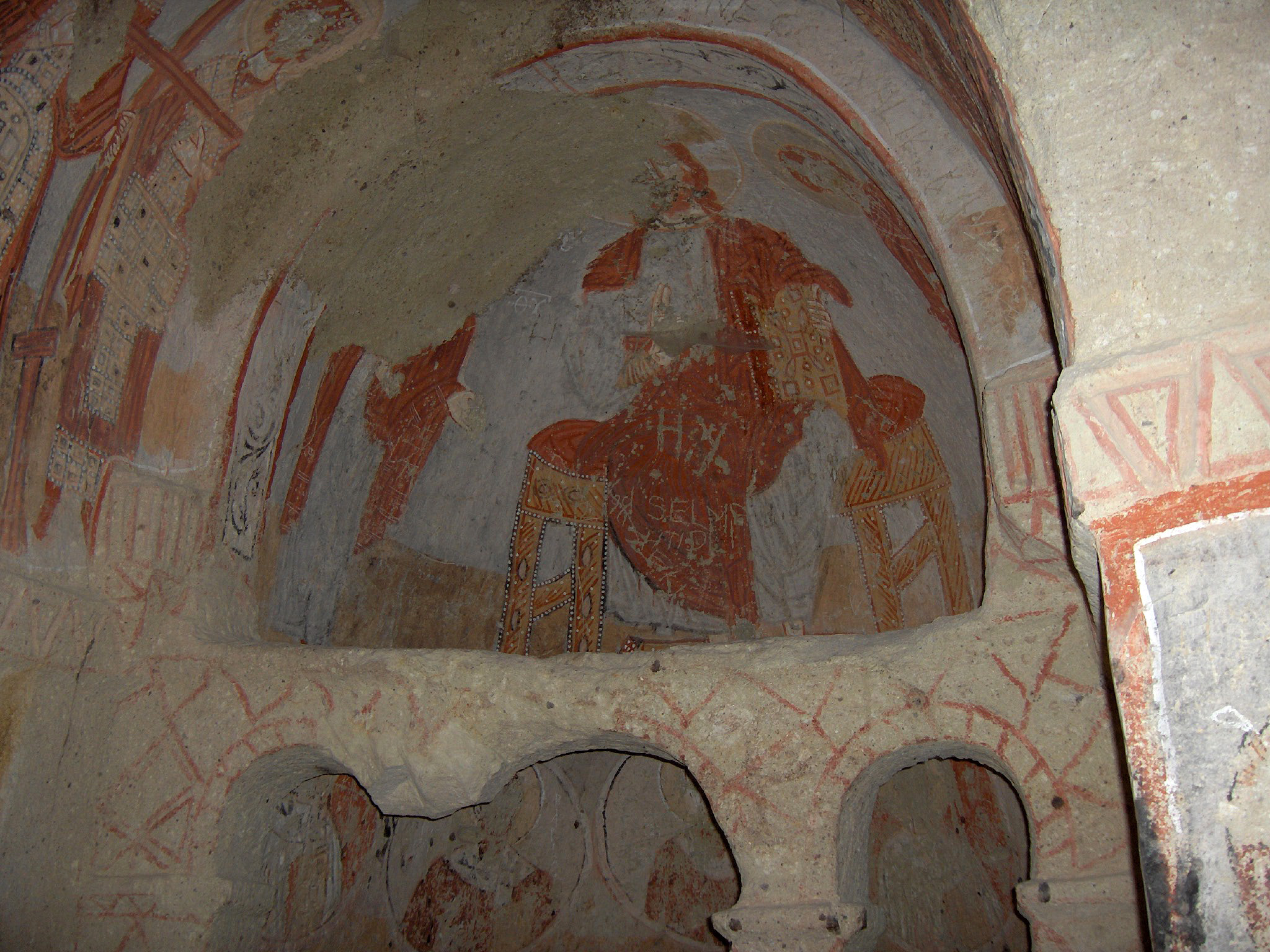

### Azize Barbara Kilisesi
A Azize Barbara Kilisesi (igreja de Santa Bárbara) data do final do século XI. A planta desta igreja é semelhante à Çarikli Kilise, com uma cúpula cruzada, uma absides central, duas laterais e duas colunas. A abóbada tem uma pintura aplicada diretamente sobre a rocha, representando Cristo num trono com desenhos geométricos de cor ocre. Há um fresco pelo qual a igreja é famosa, representando um gafanhoto ladeado por duas cruzes. Embora a interpretação não seja unânime, muitos afirmam simbolizar o Mal mantido em respeito pelas cruzes. A parede norte apresenta um fresco de Santa Bárbara e outro de São Jorge e São Teodoro lutando a cavalo contra um dragão e uma serpente, com linhas a ocre pretendendo dar a impressão que a parede foi construída com pedras talhadas e não escavada na rocha.
Santa Bárbara foi uma mártir que foi encarcerada pelo pai para evitar que fosse influenciada pelo Cristianismo. Apesar disso, recusou renunciar à prática da sua fé e o pai submete-a a tortura, acabando por matá-la.

### Yilanlı Kilise
A Yilanlı Kilise (igreja da serpente) tem apenas uma nave abobadada, longa e baixa. O seu nome provém de um fresco com São Jorge e São Teodoro abatendo uma serpente. Como noutras igrejas, as paredes têm linhas para dar a ilusão de que as paredes são de pedras talhadas. Num outro fresco encontra-se o imperador Constantino e a sua mãe Santa Helena, esta segurando a Vera Cruz.

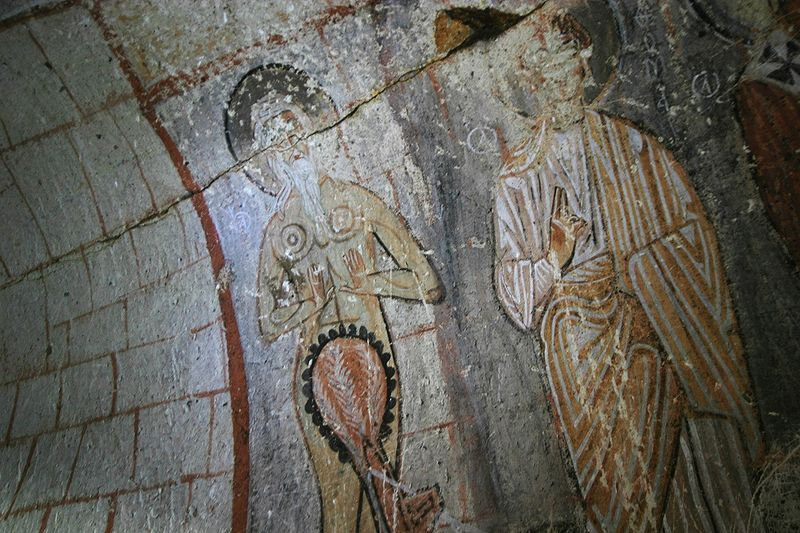
Fresco de Santo Onofre.

Segundo a lenda, Helena teria descoberto a cruz depois de ter tido um sonho que a levou a ir procurá-la à Terra Santa quando tinha 80 anos de idade. A autenticidade da cruz teria sida atestada pela ressurreição de um bebé morto cujo caixão foi posto em cima dela. Ainda segundo a lenda, a maior parte da Vera Cruz encontra-se enterrada nas fundações da Basílica de Santa Sofia de Istambul.
Outra pintura pela qual a igreja é conhecida é um retrato de Santo Onofre que se encontra perto da entrada. O santo levou uma vida de eremita no deserto egípcio perto de Tebas e é geralmente representado com uma longa barba e segurando uma folha de figueira. A acreditar nas histórias contadas pelos guias e literatura turística da Capadócia, o santo foi uma mulher de grande beleza e de moral duvidosa, que, arrependida da sua conduta, apelou a Deus para que conseguisse livrar-se dos desejos dos homens. Atendendo as suas preces, Deus tornou-a feia e deu-lhe uma barba. Esta história explicaria porque Santo Onofre é usualmente representado como meio-homem meio-mulher. Há quem atribua a origem desta história à aos peitos algo proeminentes da figura de Santo Onofre nesta igreja e ao facto de usar da vegetação do deserto que cobrem as suas partes íntimas lembrarem roupa roupa interior feminina.

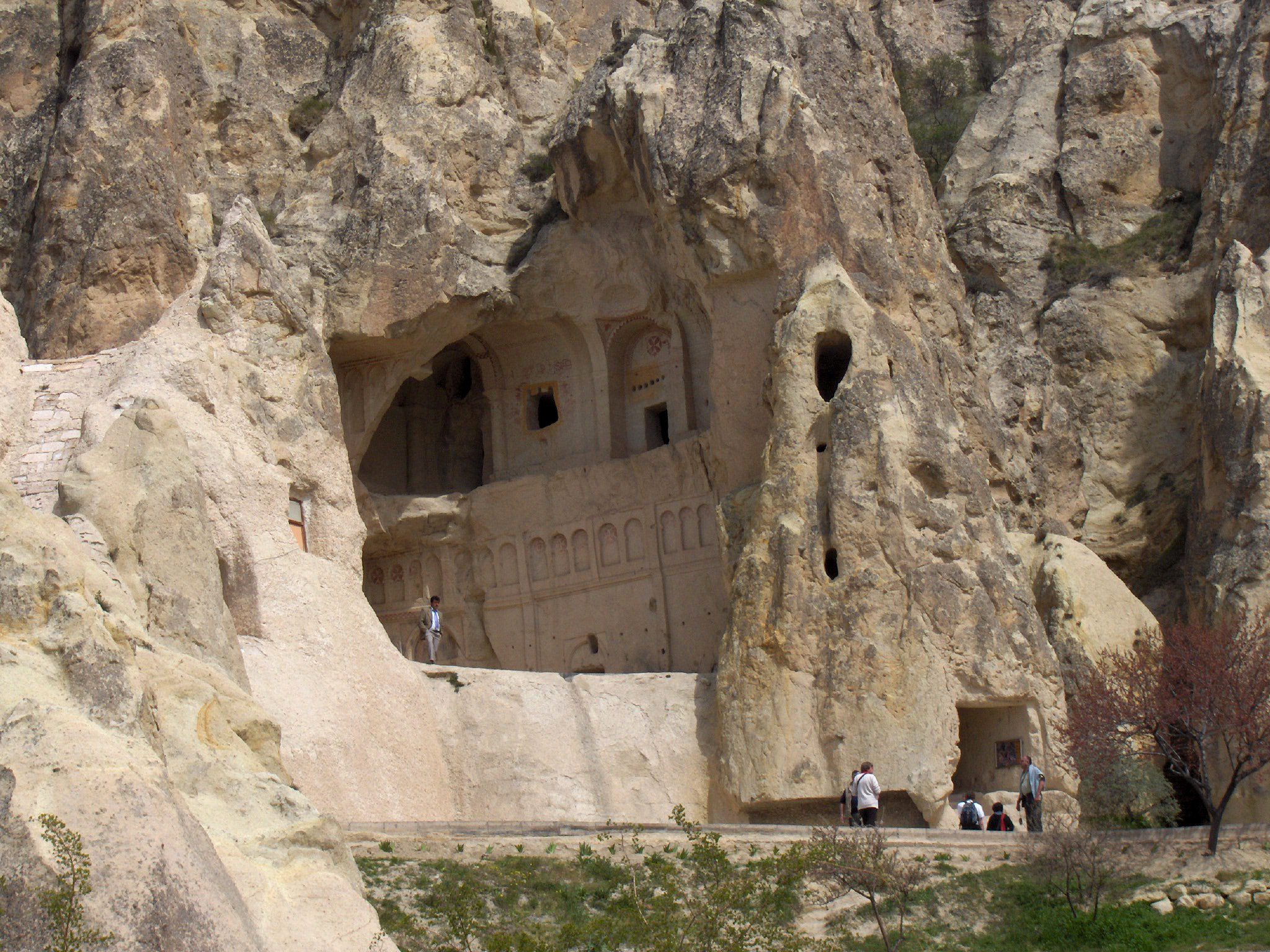
Vista exterior da entrada da Karanlik Kilise.

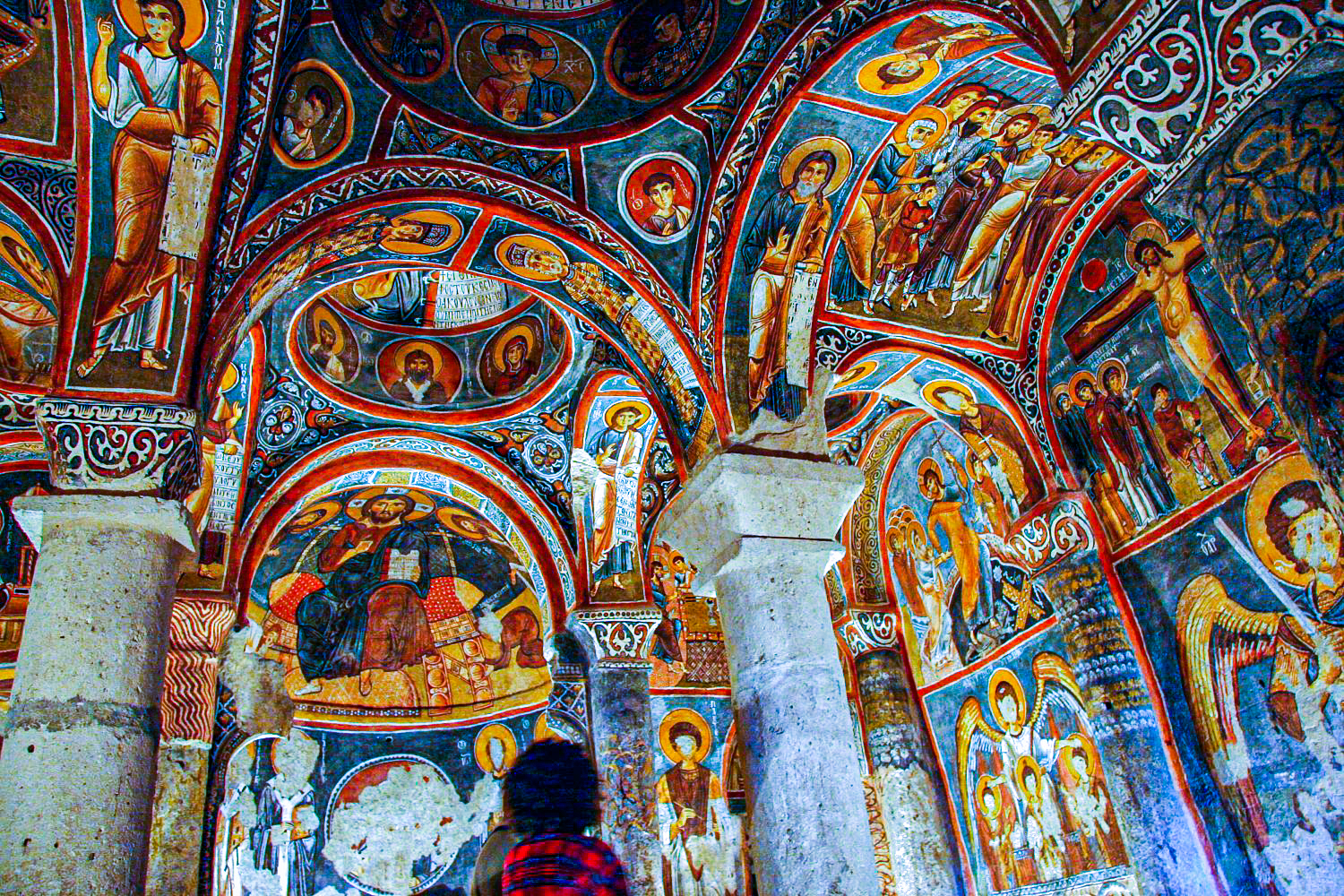

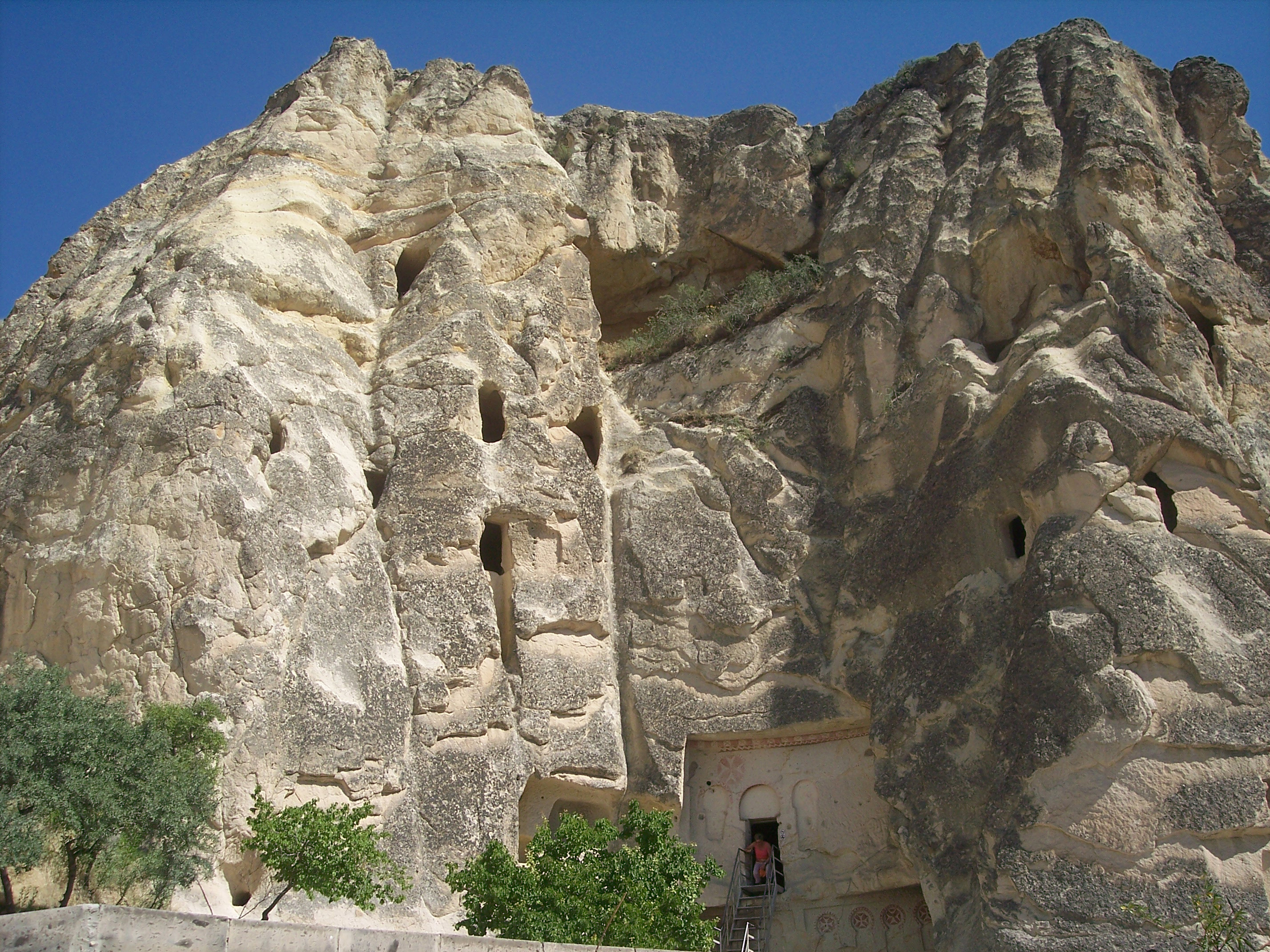
Exterior da Çarıklı Kilise.

### Karanlik Kilise
A Karanlik Kilise (igreja escura) foi um complexo monástico  construído no século XI. É uma igreja com uma cúpula, uma nave principal, duas pequenas absides e quatro colunas. Está decorada com cenas do Novo Testamento: o Cristo Pantocrator, a Natividade, a Adoração dos Magos, o Primeiro Banho, a Última Ceia, a Traição de Judas, a Crucificação e a Ressurreição (em grego: ανάστασις, transl.: anástasis) e Ascensão de Jesus.
Após ter sido abandonada, foi usada como pombal até 1950. Depois de 14 anos limpando os das paredes os excrementos de pombo acumulados ao longo de séculos, os frescos desta igreja são os mais bem preservados de toda a Capadócia e um belo exemplo da arte bizantina do século XI. Já depois dos primeiros restauros, parte do nártex (entrada) colapsou, abrindo um buraco no teto e causando estragos principalmente no fresco da Ascensão e no da Bendição dos Santos.
O nome da igreja deriva provavelmente de um pequeno óculo do nártex que deixa passar muito pouca luz, o que tem contribuído para preservar os pigmentos das pinturas e a riqueza das suas cores.

### Çarıklı Kilise
A Çarıklı Kilise (igreja com sandálias) foi escavada no mesmo rochedo que a Karanlik Kilise e tem quatro naves abobadadas em cruz e três absides. Um dos frescos representa a Ascensão, o qual supostamente é uma cópia exata do que se encontrava na igreja da Ascensão de Jerusalém. Há ainda frescos do século XIII que mostram os quatro evangelistas e cenas do Novo Testamento também representadas na Karanlik Kilise. O nome da igreja deve-se a formas na rocha junto à entrada, por baixo do fresco da Ascensão, que lembram pegadas.

### Refeitório
Situado entre a Yilanlı Kilise e a Karanlik Kilise encontra-se um refeitório, onde, não só a sala como as mesas e bancos, com capacidade para 50 comensais, são escavados na rocha.

## Principais igrejas nas imediações do museu

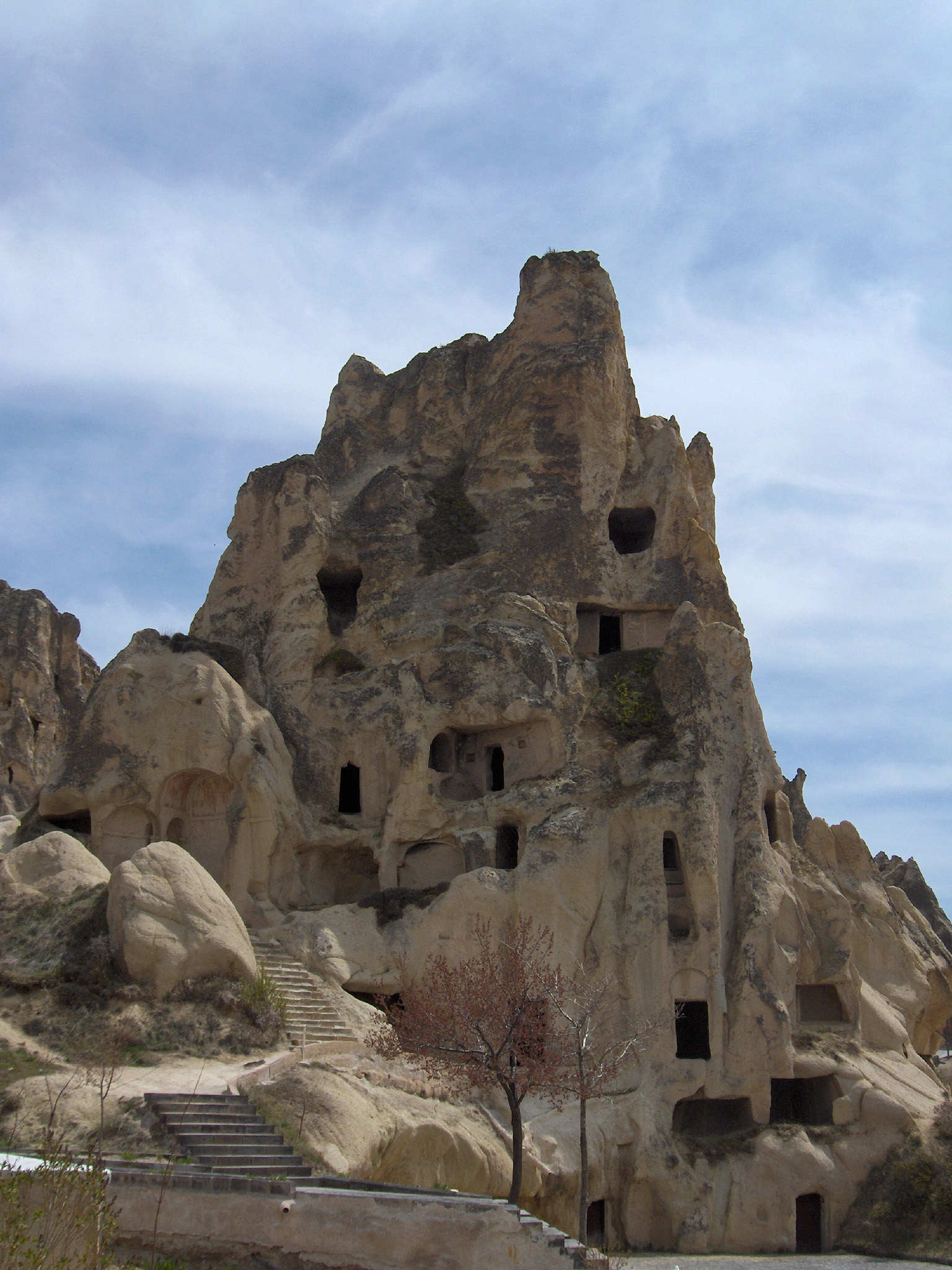
Museu ao Ar Livre.

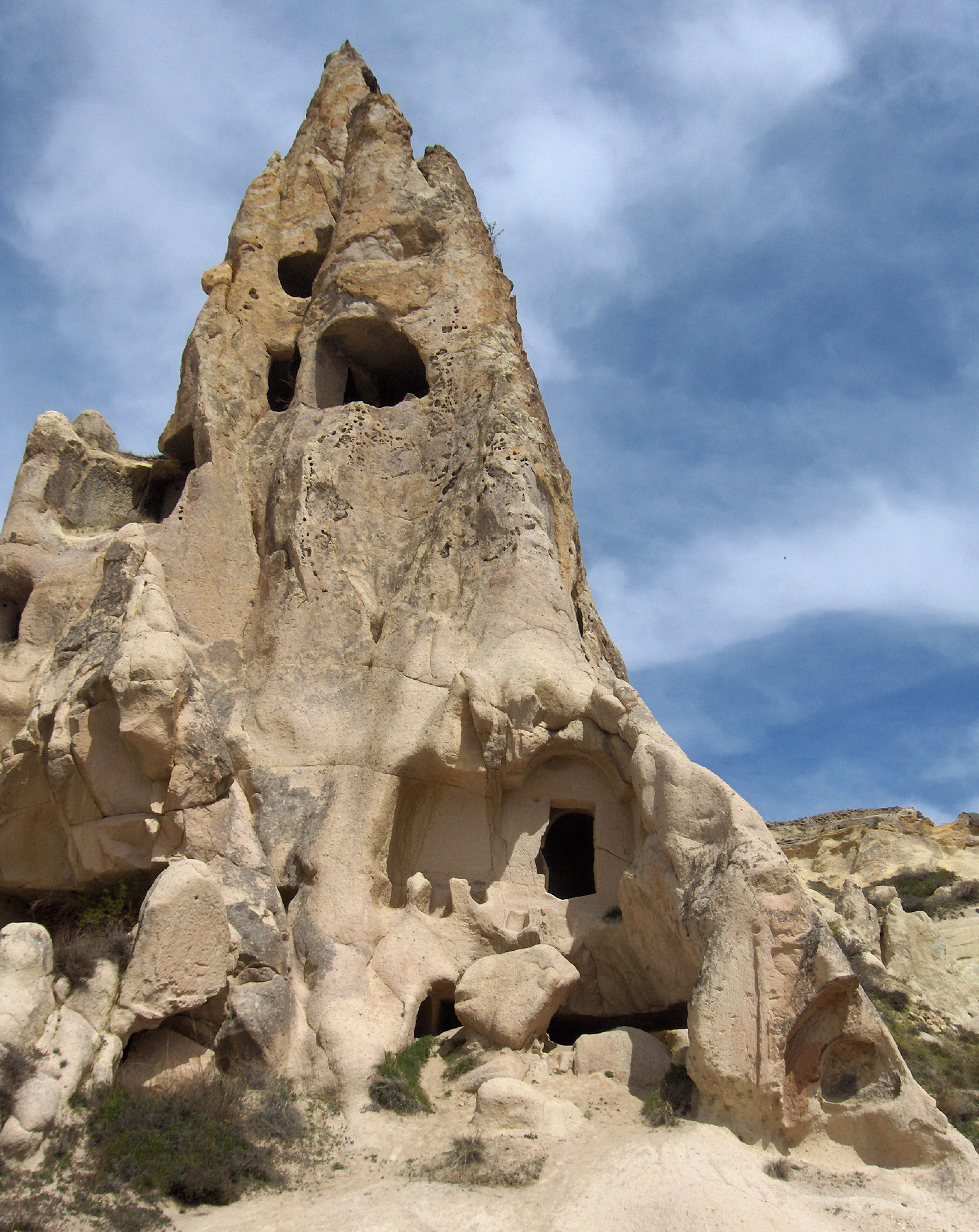
Museu ao Ar Livre.

Na aldeia de Göreme, perto do Museu ao Ar Livre, há outros locais interessantes do ponto de vista histórico, como um monumental túmulo romano e as igrejas rupestres de Kadir Durmuş, Yusuf Koç e Kılıçlar (das espadas), mas talvez as mais interessantes sejam as que se descrevem a seguir.

### Capela de São Daniel
Situada ao lado da Tokalı Kilise, mas fora do museu, tem uma pintura do profeta Daniel no covil dos leões.

### San Ustasın Kilisesi
A San Ustasın Kilisesi (igreja de Santo Eustáquio) tem pinturas em tons de vermelho e verde que se pensa ser obra de cristãos arménios.

### Saklı Kilise
A Saklı Kilise (igreja escondida) foi escavada numa colina que domina o vale de Zemi. A erosão bloqueou a entrada, escondendo a igreja durante séculos, o que explica o seu nome. A mesma ocorrência contribuiu para o bom estado de conservação dos frescos.

### Meryem Ana Kilisesi
A Meryem Ana Kilisesi (igreja de Virgem Maria) foi muito danificada pela erosão. Situada sobre o bordo superior do vale de Kılıçlar, que domina de uma altura de 30 metros, deve o seu nome aos frescos representando Nossa Senhora que nela se encontram.

### El Nasar Kilisesi
A El Nasar Kilisesi (igreja do mau-olhado) tem pinturas representando a vida de Jesus. Originalmente tinha dois andares, mas o superior está desmoronado.